# Het Sweert

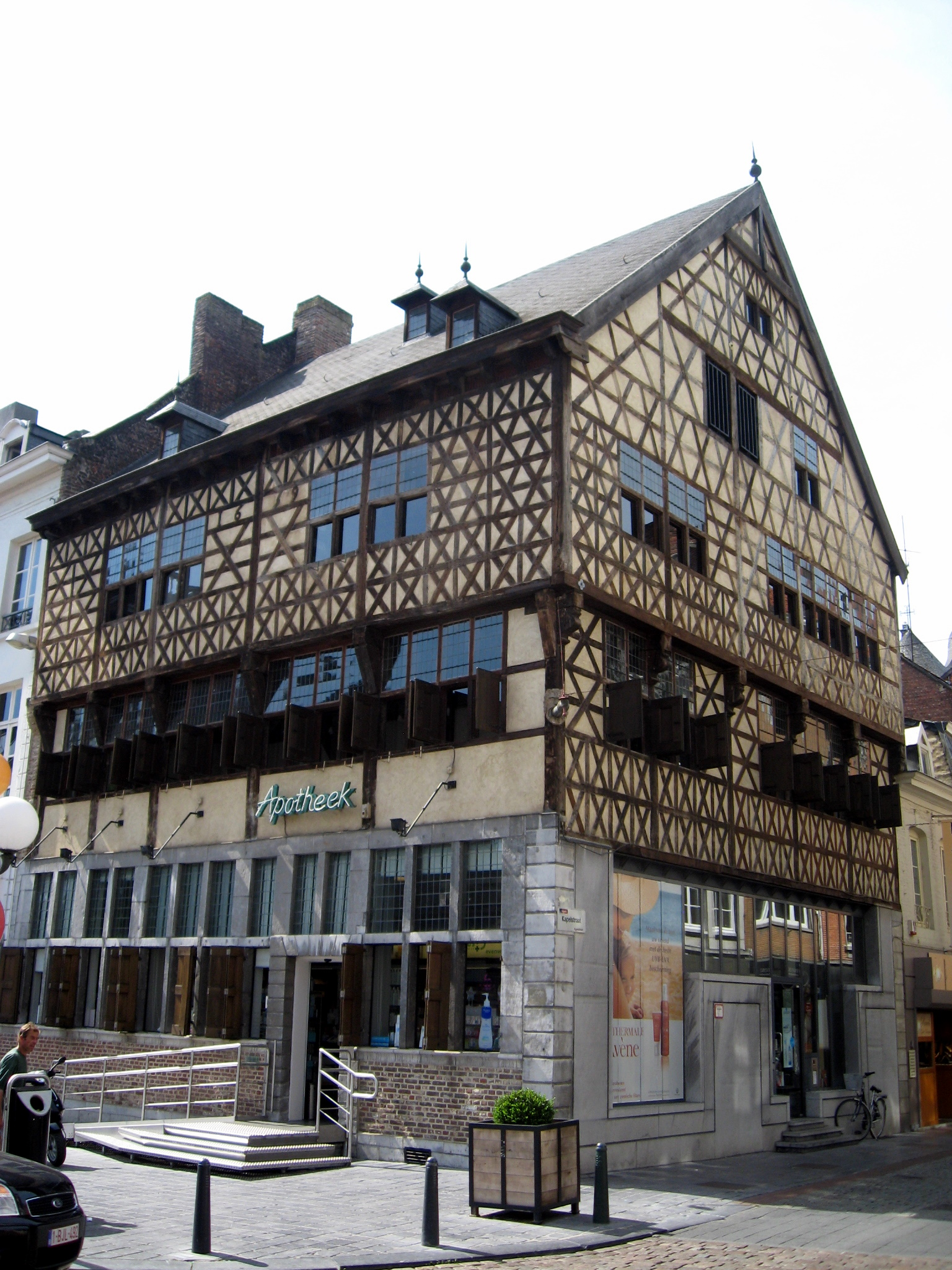
Het Sweert

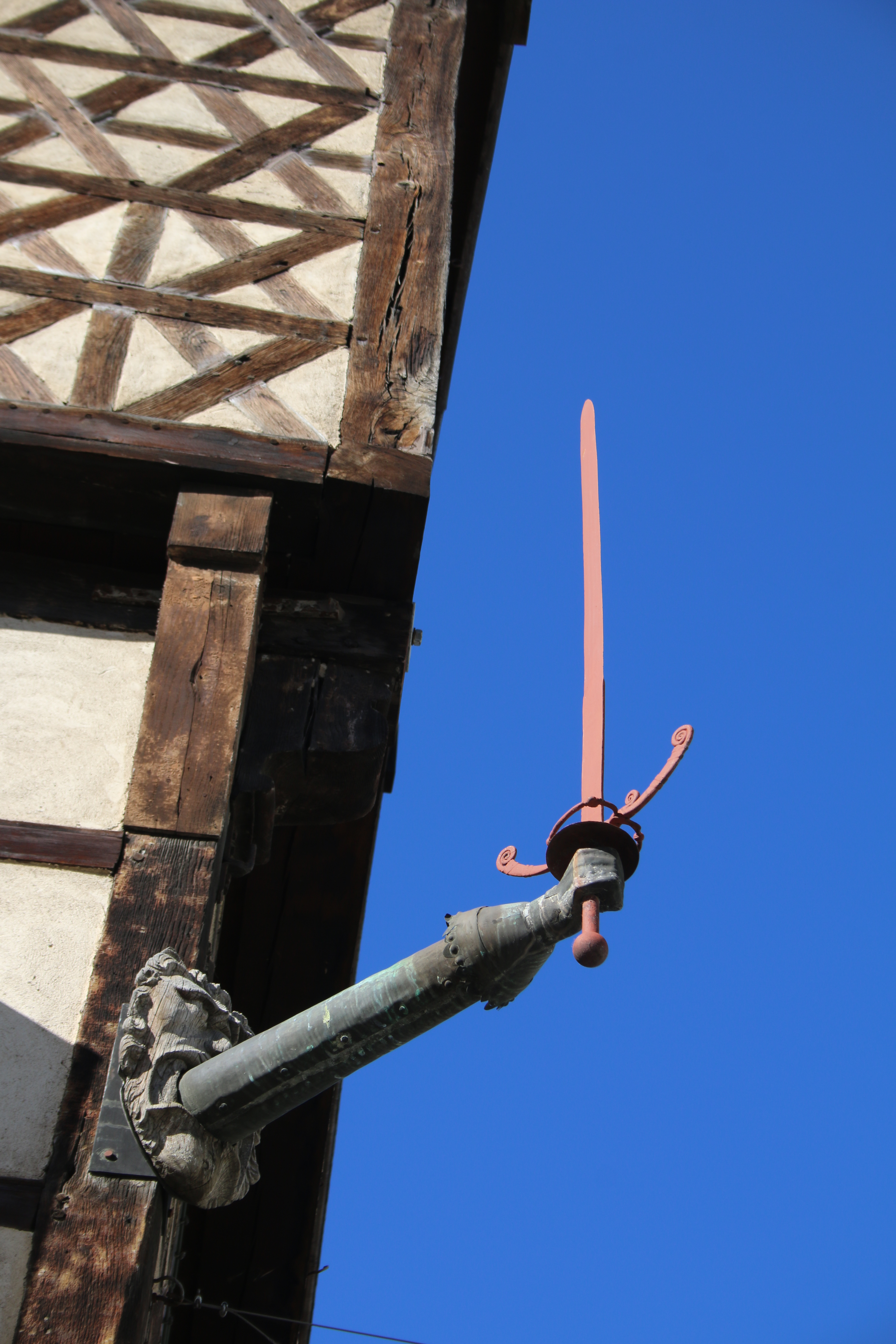
Het uithangbord

Het Sweert is een hoekhuis, gelegen aan Grote Markt 3 te Hasselt, op de hoek van de Kapelstraat.
Dit is een van de meest bekende huizen van Hasselt, omdat het een zeer rijk vakwerkhuis is in Maaslandse stijl. Het is vernoemd naar een uithangbord, dat een zwaard toont in een gehandschoende vuist. Dit was het symbool van de apothekers.
Het huis werd al vermeld in 1462, maar de huidige aanblik is hoofdzakelijk in 1659 tot stand gekomen, toen het huis ingrijpend werd verbouwd. Oorspronkelijk was het een herberg, maar in 1713 werd het een apotheek, en dat is het sindsdien gebleven. In 1923 werd de benedenverdieping gewijzigd. Van 1989-1991 werd het pand, dat in 1980 de monumentenstatus had verkregen, volledig gerestaureerd.
Het huis heeft drie verdiepingen, waarvan de, iets uitkragende, bovenverdieping geheel, en de eerste verdieping gedeeltelijk in rijk vakwerk is uitgevoerd, waarbij andreaskruisen in de rechthoeken tussen stijlen en regels werden aangebracht.